# دانشگاه هنر ایران
دانشگاه هنر ایران بزرگ‌ترین مرکز آموزش عالی رشته‌های هنری در ایران است که در سال ۱۳۵۸ در پی ادغام پنج مؤسسه آموزش عالی هنر شامل دانشگاه فارابی، هنرکده هنرهای تزئینی، دانشکده هنرهای دراماتیک، هنرستان عالی موسیقی و هنرکده موسیقی ملی به‌وجود آمد. این دانشگاه در سال ۱۲۹۷ هجری خورشیدی بنیان‌گذاری شد.
با گسترش و توسعهٔ کمی و کیفی فعالیت‌های آموزشی و پژوهشی دانشگاه از جمله ایجاد رشته‌های متعدد در مقاطع کارشناسی و کارشناسی ارشد و رشد جمعیت دانشجویی این مجتمع بر اساس مصوبهٔ شورای گسترش آموزش عالی از سال ۱۳۷۰ به دانشگاه هنر تغییر نام داد و با چهار دانشکدهٔ هنرهای کاربردی، هنرهای تجسمی، سینما و تئاتر و پردیس اصفهان فعالیت خود را ادامه داد.
دانشکده موسیقی در سال ۱۳۷۳ و دانشکده معماری و شهرسازی در سال ۱۳۸۰، پس از اخذ مجوز به مجموعهٔ دانشکده‌های دانشگاه هنر افزوده شدند. دانشکده پردیس اصفهان نیز از سال ۱۳۷۹ بر اساس مصوبهٔ شورای گسترش آموزش عالی از مجموعهٔ دانشگاه هنر منتزع شد. این دانشگاه در زمینهٔ توسعهٔ تحصیلات تکمیلی نیز گام‌هایی مؤثر برداشته است که از اهم آن‌ها می‌توان به برنامه‌ریزی و برگزاری دورهٔ دکترای پژوهش هنر برای نخستین بار در کشور توسط این دانشگاه اشاره کرد. دانشگاه هنر اکنون دارای پنج دانشکده است که در شهرهای تهران و کرج واقع شده‌اند و در مجموع شامل ۱۶ رشته در مقطع کارشناسی، ۱۶ رشته در مقطع کارشناسی ارشد و ۳ رشته در مقطع دکترا است.

## دانشکده‌ها

### دانشکده علوم نظری و مطالعات عالی هنر تهران (پردیس باغ ملی)
شامل رشته‌های:
- دکتری و کارشناسی ارشد پژوهش هنر
- کارشناسی ارشد مطالعات موزه
- کارشناسی ارشد هنر اسلامی
- کارشناسی ارشد فلسفه هنر
- دکتری مطالعات تطبیقی هنر
- همچنین با برنامه‌ریزی‌های صورت گرفته در آینده ای نزدیک، سه رشته جدید با عنوان حکمت هنرهای دینی (دکتری)، تاریخ هنر (دکتری) و فلسفه هنر (دکتری) به جمع رشته‌های ارائه شده در این دانشکده اضافه خواهد شد

### دانشکده هنرهای تجسمی تهران (پردیس باغ ملی)
شامل رشته‌های:
- گرافیک
- نقاشی
- مجسمه‌سازی
- عکاسی
- تصویرسازی

### دانشکده سینما و تئاتر تهران(خیابان شهید ورزنده یا پردیس استاد قطب‌الدین صادقی)
شامل رشته‌های:
- سینما در چهار گرایش کارگردانی، فیلمنامه‌نویسی، تدوین و فیلمبرداری
- تئاتر در گرایش‌های بازیگری، کارگردانی، نمایش عروسکی، طراحی صحنه و ادبیات نمایشی
- انیمیشن

### دانشکده هنرهای کاربردی تهران (پردیس ولیعصر)
شامل رشته‌های:
- طراحی صنعتی
- صنایع دستی
- طراحی پارچه و لباس
- چاپ
- فرش

### دانشکده معماری و شهرسازی تهران (پردیس باغ ملی)
شامل رشته‌های:
- معماری
- مطالعات معماری ایران
- شهرسازی
- معماری داخلی
- برنامه‌ریزی شهری و منطقه‌ای
- معماری و انرژی
- مدیریت پروژه و ساخت

### دانشکده موسیقی کرج (پردیس بین‌المللی فارابی)
شامل رشته‌های:
- نوازندگی سازهای جهانی
- نوازندگی سازهای ایرانی
- موسیقی‌شناسی
- آهنگسازی
- موسیقی نظامی

### دانشکده حفاظت و مرمت تهران (پردیس باغ ملی)
در سال ۱۳۹۴، دانشکده حفاظت و مرمت به عنوان دانشکده ای تخصصی در سطح تحصیلات تکمیلی و با وجود چهار رشته مرمت اشیاء فرهنگی و تاریخی، مرمت و احیاء بناها و بافت‌های تاریخی، مطالعات موزه و هنرهای اسلامی در مقطع کارشناسی ارشد و دکتری مرمت اشیاء پس از طی مراحل قانونی راه اندازی شد.

### پردیس بین‌المللی سنندج
پردیس بین‌المللی سنندج دانشگاه هنر با هدف گسترش آموزش عالی و تحصیلات تکمیلی در غرب کشور، استان کردستان و منطقه آزاد تجاری صنعتی کردستان (بانه و مریوان)، استفاده از همه ظرفیت های دانشگاه هنر ایران برای بین المللی شدن با ظهور و حضور در عرصه رقابت بین المللی جهت ارائه خدمات آموزشی، پژوهشی و همچنین جذب دانشجویان ایرانی از استان فرهنگی کردستان و غیر ایرانی از عراق و اقليم کردستان بزودی در دولت چهاردهم جمهوری اسلامی ایران در شهر فرهنگی سنندج راه‌اندازی می‌شود.

## حوادث خرداد ۱۴۰۲
چهارشنبه ۲۴ خرداد ۱۴۰۲، دانشجویان دانشگاه هنر در اعتراض به اجباری‌شدن پوشش مقنعه، در پردیس باغ ملی تحصن کردند که با اعمال خشونت و ضرب‌وشتم از سوی نیروهای حراست روبه‌رو شدند. در روز شنبه ۲۷ خرداد ۱۴۰۲ نیز در پی تحصن دانشجویان دانشگاه هنر، نیروهای امنیتی لباس شخصی و یگان ویژه در مقابل ورودی پردیس باغ ملی به دانشجویان معترض حمله کرده، بیش از ۱۰ تن از دانشجویان را بازداشت کردند. به نقل از شوراهای صنفی تشکل‌های دانشجویی کشور اکثر دانشجویان بازداشت‌شده در ساعات پایانی روز شنبه و ساعات اولیهٔ روز یکشنبه (۲۸ خرداد) آزاد شدند.

### صدور بیانیه
جمعی از دانشجویان دانشگاه هنر در اعتراض به سرکوب گسترده و بازداشت دانشجویان این دانشگاه در بیانیه‌ای ضمن تأکید بر ایستادگی و همبستگی برای آزادی، خطاب به سرکوبگران گفته‌اند که «میان ما و شما دریایی خون فاصله است، ما، که حالا نزدیک یک سالی می‌شود که «ما» شده‌ایم، هیچ حرفی با شما نداریم الا یک کلمه: نه.» و همچنین در ادامه اظهار داشته‌اند که «پس از تأکید دوباره‌تان بر آپارتاید جنسیتی و الزام حضور در دانشگاه با مقنعه، پس از بستن آب و خشونت بر دوستان‌مان که تنها در جهت برابری در پردیس باغ ملی تحصن کرده بودند، ما هم دوباره تأکید می‌کنیم که چیزی به عقب برنمی‌گردد.»
در پی این حوادث دانشجویان حدود ۲۰ دانشگاه کشور از جمله دانشجویان دانشگاه صنعتی خواجه نصیرالدین طوسی، دانشجویان دانشگاه علم و صنعت ایران، دانشجویان دانشگاه تهران، دانشجویان دانشگاه شهید بهشتی، دانشجویان دانشگاه تربیت مدرس، دانشجویان دانشگاه سوره و … در حمایت از دانشجویان دانشگاه هنر بیانیه صادر کردند.